# آلمیسرا
آلمیسرا (به اسپانیایی: Almiserà) یک شهرستان در اسپانیا است که در Safor واقع شده‌است.

## خصوصیات
آلمیسرا ۷٫۴ کیلومترمربع مساحت و ۲۹۴ نفر جمعیت دارد و ۷۵ متر بالاتر از سطح دریا واقع شده‌است.